# Johan Gabriel Sparwenfeld
Johan Gabriel Sparwenfeld, né le 17 juillet 1655 à Åmål et mort le 2 juin 1727 à Romfartuna, est un orientaliste, diplomate et linguiste suédois.

## Biographie
Johan Gabriel Sparwenfeld naît le 17 juillet 1655 à Åmål. Il étudie à l'université d'Uppsala en Suède. Il a étudié l'arabe, le turc, le grec et le persan. 
Il décède à Romfartuna le 2 juin 1727.